# Ларинівка
Ла́ринівка — село в Україні, у Новгород-Сіверській міській громаді Новгород-Сіверського району Чернігівської області. Станом на 01.01.2014 населення становить 225 осіб. До 2020 орган місцевого самоврядування — Ларинівська сільська рада.
Середня школа під загрозою закриття. Врешті 03.09.2015 р. її діяльність була припинена.

## Географія
У селі бере початок річка Малотечка, права притока Десни.

## Історія
За даними на 1859 рік у власницькому селі Новгород-Сіверського повіту Чернігівської губернії мешкало 718 осіб (332 чоловічої статі та 386 — жіночої), налічувалось 105 дворових господарств, існували православна церква й сільська розправа.
Станом на 1886 у колишньому власницькому селі Фаївської волості мешкало 898 осіб, налічувалось 161 дворове господарство, існували православна церква, школа, постоялий будинок.
За переписом 1897 року кількість мешканців зросла до 1198 осіб (585 чоловічої статі та 613 — жіночої), з яких 1181 — православної віри.
Село постраждало внаслідок геноциду українського народу, проведеного окупаційним урядом СРСР 1932-33 та 1946-47[джерело?].
12 червня 2020 року, відповідно до розпорядження Кабінету Міністрів України № 730-р «Про визначення адміністративних центрів та затвердження територій територіальних громад Чернігівської області», увійшло до складу Новгород-Сіверської міської громади.
19 липня 2020 року, в результаті адміністративно - територіальної реформи та ліквідації колишнього Новгород-Сіверського району, село увійшло до новоствореного Новгород-Сіверського району Чернігівської області.